# Ћоркирани у иностранству
Ћоркирани у иностранству (изворно енгл. Banged Up Abroad) британска је документарна/докудрамска телевизијска серија коју је створио Барт Лејтон и која је продуцирана за Канал 5. Премијеру је имала марта 2006. Већина епизода су приче о људима који су ухапшени док су путовали у иностранство, углавном покушавајући прокријумчарити дрогу, а неке епизоде су и о људима који су или били киднаповани или заробљени док су путовали или живели у другим земљама. Неке епизоде су стварне приче које су постале познатије након што су искоришћене као тема филма; неки филмови који су постали известан „римејк” на овај начин су Поноћни експрес, Добри момци, Ђавољи двојник, Арго, Господин Добрица те, у мањој мери (с причом Френка Калоте), Казино.
Емитовано је осам сезона у периоду од 2006. до 2013. године. Девета сезона је емитована 2016. године.

## Формат епизода
Епизоде обично чини мешавина интервјуа са стварним особама и глумци који реконструишу догађаје. Осуђени или ухапшени буду приказани како причају о својим искуствима, драматичним доживљајима које су имали на свом путу. Епизоде се фокусирају на догађаје који воде до хапшења или на провођење времена у заробљеништву.
У неколико случајева, на крају епизоде осуђени буде приказан како седи с лисицама, док је још увек у затвору. У већини случајева, осуђени или ухапшени бива враћен кући с места на којем је причао своју причу. У другим случајевима, осуђени или ухапшени се приказује у земљи у којој се инцидент десио.

## Епизоде

### Сезона 1 (2006)
Епизода 1Костарика/Мексико (Скотова и Лусина Прича)
Скот Кембел и Луси Бејкер су британски путници ухапшени у Мексику.
Епизода 2Тајланд (Прича Сандре Грегори)
Сандра Грегори је ухапшена на Тајланду док је покушавала прокријумчарити хероин у Јапан.
Епизода 3Аустралија (Маркова прича)
Марк Ноулс је ухапшен у Сиднеју након што је покушао да прокријумчари кокаин из САД у Аустралију.
Епизода 4Венецуела; Маргарита (Прича Дениса и Доналда)
Доналд Макнил, једриличар, ухапшен је након што је на њега извршен притисак да преузме огромну, 30-милионску (фунте) пошиљку кокаина. Касније је откривено да је Едвард Џарвис био човек у епизоди именован као ’Френк’; касније је ухваћен и ухапшен.

### Сезона 2 (2007)
Епизода 1Венецуела (Прича Џејмса и Пола)
Џим Мајлс и Пол Лосби, двојица британских тинејџера, ухапшени су у Венецуели због покушаја кријумчарења дроге.
Епизода 2Перу (Прича Кристе и Џенифера / Ноћна мора перуанског затвора)
Криста Барнс и Џенифер Дејвис су две Американке ухапшене због кријумчарења кокаина из Перуа.
Епизода 3Непал (Пирсова прича)
Пирс Ерну, британско-француски путник, ухапшен је због кријумчарења 28 килограма у златним полугама из Хонгконга у Непал.
Епизода 4Колумбија (Гленова прича)
Глен Хегстад, амерички авантуриста, киднапован је од стране колумбијске Националне ослободилачке армије.

### Сезона 3 (2008)
Епизода 1Кувајт (Скотова прича)
Скот Вајт је ухапшен у Кувајту због продаје хашиша; потом је побегао из затвора током инвазије Кувајта године 1990.
Епизода 2Перу; Лима
Расел Торесен, амерички путник, ухапшен је у Перуу због покушаја кријумчарења кокаина.
Епизода 3Бангладеш
Лија Макорд, америчка тинејџерка, ухапшена је у Бангладешу због покушаја кријумчарења хероина.
Џеј-Си Гонзалес је, као Макордин брат, ухапшен на бангладешком аеродрому због кријумчарења наркотика.
Епизода 4Пакистан
Амардип Баси, британска новинарка на пословном путу за Авганистан, ухапшена је у Пакистану и оптужена да је шпијун.
Епизода 5Перу; Куско
Сара Џексон уверава свог пријатеља Сајмона Берка да с њом иде у Перу, да би јој несвесно помогао у кријумчарењу дроге. Џексонова је била одслужила половину седмогодишње казне када је епизода продуцирана.
Епизода 6Тајван
Најтраженији криминалац с Тајвана упада у кућу Макгила Александера, јужноафричког армијског пуковника, те њега и његову породицу узима за таоце.
Епизода 7Еквадор
Американац, Данијел ван де Занде, бива ухапшен због покушаја кријумчарења кокаина из Еквадора у Европу.
Епизода 8Јужна Кореја
Кален Томас, радећи са својом девојком „Рокет”, ухапшен је за покушај кријумчарења хашиша с Филипина у Јужну Кореју.

### Сезона 4 — Киднаповани(2009)
Године 2008, продуцирано је пет додатних епизода, свака о киднаповању. Изворни наслов је био Kidnapped Abroad.
Епизода 1Уганда (Смрт у џунгли)
Сафари водич Марк Рос и његова група на путовању бивају киднаповани од стране Хуту побуљеника у Уганди.
Епизода 2Чеченија (Ноћна мора у Чеченији)
Џона Џејмса и Камилу Кар, који воде дечји центар у Грозном, киднапују чеченски војници, који потом врше силовање и мучење.
Епизода 3Индија (Таоци и терор)
Рајса Партриџа и Белу Нус киднапује британски терориста Ахмед Омар Саид Шеик док су путовали у Индији.
Епизода 4Филипини (Фатална мисија /  Киднаповани од терориста)
Грасија и Мартин Бернам су хришћански мисионари на Филипинима; киднапују их чланови Абу Сајафа, муслиманске фундаменталистичке групе.
Епизода 5Малезија (Кошмарни одмор)
Монику и Кели Страјдом, док су биле на одмору у Малезији, киднапује муслиманска милитантна група и као таоце на Филипинима држи око четири месеца.

### Сезона 5 (2010)
Епизода 1Каракас (Венецуела блуз)
Дејвид Еванс је ухапшен за покушај кријумчарења дроге из Венецуеле до Амстердама.
Епизода 2Филипини (Острво терора)
Црквени волонтер Грег Вилијамс је киднапован и подвргнут мучењу чланова Абу Сајафа.
Епизода 3Пуерто Ваљарта (Мексичка правда)
Џејк Либон бива ухапшен у Мексику због продаје марихуане, а потом лажно оптужен за убиство двојице полицајаца.
Епизода 4Бразил (Најгори бразилски затвор / Ухапшени у Бразилу)
Холивудска „парти животиња” Брендан Косо и његова три пријатеља ухапшени су за кријумчарење кокаина из Бразила.
Епизода 5Индонезија (Бег из пакла)
Крис Парнел је ухапшен у Индонезији након што је оптужен за кријумчарење хашиша.
Епизода 6Мексико (Тинејџер шверцер)
Амерички тинејџер Алекс Силва је ухапшен због покушаја кријумчарења марихуане из Мексика у САД.
Епизода 7Куба (Ухваћен у Хавани)
Американку Калилу Салим њен момак приморава да прокријумчари кокаин преко Кубе, да би видела ћерку.
Епизода 8Ирак (Киднаповани у Ираку)
Новинаре Скота Тејлора и Зејнеп Тагрул киднаповали су побуњеници који их оптужују да су можда амерички шпијуни.
Епизода 9Барбадос (Ухапшена и трудна)
Британска тинејџерка Зара Витакер ухапшена је на аеродрому због покушаја кријумчарења кокаина с Барбадоса.
Епизода 10Еквадор (Мајстор обмане)
Зои Макгари, Иркиња која живи у Лондону, добија осмогодишњу затворску казну у Еквадору након што у руксаку који је носила пронађу дрогу. Тврдила је да није знала да је у торби била дрога, а насамарио је неко ко је од ње тражио помоћ.
Епизода 11Сијера Леоне (Сијера Леоне)
Мајор Фил Ешби, на задатку разоружавања побуњеничких бораца у Сијера Леонеу, постаје заробљен те смело покушава бекство.
Епизода 12Јамајка (Бег са Јамајке)
Ти-Кеј Вајт и њена девојка бивају послате у озлоглашени централни затвор у Кингстону, након покушаја кријумчарења марихуане.
Епизода 13Индија (Делхи)
Клер Метјуз, Британка на продуженом одмору у Гои, завршава у индијском затвору након покушаја достављања пошиљке хашиша из Делхија.

### Сезона 6 (2011)
Епизода 1Истанбул (Стварни поноћни експрес)
Књига Поноћни експрес (1977) и истоимени филм (1978) који је освојио Оскар и који је заснован на књизи, причају причу о 20-годишњем студенту с колеџа Билију Хејсу — његова затворска казна за кријумчарење дроге и његово бекство из затвора у Истанбулу, Турска. Међутим, из правних разлога, књига у чијем писању је учествовао и Хејс није потпуно тачна; филмска верзија је више стремила ка доношењу истините приче, из уметничких разлога. У овој епизоди, Били говори целу причу о томе како је послат у злогласни турски затвор Сагмалџилар, из којег је на крају побегао.
Епизода 2Ирак (Садамов Ирак / Слуге Садамове)
Када је Садам Хусеин извршио инвазију на Кувајт године 1990, Том Линч и његов колега-предузетник Џон Вајт одлучили су да побегну из Ирака док то још могу, али су их ухватили ирачки војници и одвели у злогласни затвор у Багдаду у којем су морали да слушају како се до смрти муче други затвореници.
Епизода 3Токио (Хапшење у Токију)
Након што је прихватила понуду да ради као хостеса у Јапану, Џеки Николс се састаје са шармантним израелским кријумчарем дроге и пристаје да с њим растура хашиш. Четири пута јој ово пође за руком, али пети пут није имала среће.
Епизода 4Бангкок (Подземље Бангкока)
Енглески учитељ Тим Шрејдер који има 28 година пристаје да прокријумчари 8 килограма хероина у САД да би решио своје финансијске проблеме. Иако зна да би могао добити смртну казну, новац је за њега био превелико искушење.
Епизода 5Шпанија (Преображај у шверцера)
Са својом трудном девојком, амерички музичар Мајкл Мори пристаје на кријумчарење кокаина из Квита у Шпанију. Он једва успева да пређе еквадорску царину, али када слети и покуша прећи шпанску царину — срећа га престаје пратити.
Епизода 6Панама (Колумбијска заседа)
Млади амерички бекпекер Марк Ведивен и његови другари одлучују да пређу из Панаме у Колумбију путевима џунгла Даријенског расцепа, где их киднапује паравојна група.

### Сезона 7 (2012)
Епизода 1САД (Истинити добри момак / Паметњаковићи / Петљање са мафијашима)
Хенри Хил, надахнут класичним филмом Добри момци, оживљава свог рођака из мафије — промућурног момка који ће да заврши у затвору острва Терминал.
Епизода 2Саудијска Арабија (Саудијка помама за вискијем)
Прошверцовани алкохол рекетара Гордона Малока покретао је парти лајфстајл у Саудијској Арабији, све док он није ухваћен и док се није суочио са могућом четворогодишњом затворском казном.
Епизода 3Филипини (Шта бих урадио за љубав)
Брајтон Дејвид Скот прича причу о томе како је пронашао своју сродну душу на Филипинима — и ризиковао 14-годишњу затворску казну због прељубе.
Епизода 4Мексико (Мексичка машина за новац)
Након одласка у Мексико са актовком у којој је лажни новац а ради куповине дроге, калифорнијски бодибилдер Џереми Кину се нашао иза решетака и у великој невољи.
Епизода 5Маурицијус (Затвореници раја)
Након што је ухваћена с килограмом хероина на Маурицијусу, Бриџин Јанг се суочила са затворском казном од 45 година ако не помогне у хватању трговаца дрогом (на крају је одслужила само 7).
Епизода 6Шпанија (Неустрашиви кријумчар дроге)
Прича Криса Ченса, чији је пустоловни живот кријумчарења канабиса у УК, скривеног у гуменом оделу, води до окрутне затворске казне у затвору Карабанчел.
Епизода 7Аргентина (Кокаинска замка)
Стивен Сатон је ухваћен јер му је понуђено 15.000 долара да транспортује кокаин прикривен као злато — ово га је довело до 11-годишње затворске казне.
Епизода 8Перу (Освета продавца дроге)
Директор компаније Роберт Прингл добио је седам година у насилном јужноамеричком затвору јер га је његов дилер приморавао на растурање дроге.
Епизода 9Колумбија (Тинејџер, кријумчар дроге)
Вивијан Караскиљо се суочила са креш дијетом након што јој се покушај да средства за операцију са гастро бајпасом прикупи као наркокурир обио о главу.
Епизода 10Тајланд (Нож у леђа на Тајланду)
Војни ветеран Ким Худ суочио се са доживотном казном у прљавом тајландском затвору, након што је прокријумчарио 14 килограма хероина са пријатељем.

### Сезона 8 (2013)
Епизода 1Перу (Мајке иза решетака)
Рути Ламберт, средовечна мајка троје деце, одлучила је да прокријумчари дрогу како би саставила крај с крајем. Завршила је затворена на више година, али је ипак успела да побегне подмићивањем корумпираног службеника.
Епизода 2Аргентина (Бекство из Аргентине)
Луси Рајт, студенткиња зависна од крека и неговатељица, суочава се са 25-годишњом затворском казном јер је ухваћена при покушају кријумчарења кокаина из Аргентине у УК.
Епизода 3Саудијска Арабија (Опасне везе)
Британски болничар Стивен Комиски, који прихвата посао у Саудијској Арабији како би издржавао своју породицу, привлачи нежељену пажњу саудијске религијске полиције — пошто је имао серију илицитних геј афера.
Епизода 4Гијана/Гваделуп (Карипска ноћна мора)
Дејвид и Џејн Блејден сањали су о новом животу ’преко баре’, али кошмарно путовање на којем су кријумчарили дрогу и сусретали се с насиљем кулминира са 20 месеци иза решетака.
Епизода 5Јапан (Кријумчар жонглер)
Магичар који путује Марк Грининг манипулисао је младом породицом коју је наговорио на посао с кријумчарењем хашиша пре него што је отишао у Јапан — али је ускоро ухваћен.
Епизода 6Пакистан (Од Холивуда до пакла)
Када млади глумац Ерик Оде открије да је увучен у кријумчарење опијума из Пакистана, морао се борити да би спрао љагу са свог имена и да би преживео.
Епизода 7Мексико (Црна палата ужаса / Панично бекство)
Након ужасног ’провода’ у мексичком озлоглашеном затвору Блек палас, тобожњи кријумчар Двајт Воркер одлучи да побегне — или да умре покушавајући.
Епизода 8Колумбија (Колумбијска отмица / Талачка ситуација)
Рејни Вајгел, Ерез Елтавил и још шест бекпекера упадају у замку гериле у Колумбији, те одабиру различите стратегије преживљавања: кооперацију наспрам отвореног отпора.
Епизода 9Бразил (Хасидијски краљ коке)
Православни Јевреј Семјуел Лајбовиц сањао је о томе да заради милионе као краљ дроге у Бразилу, што га је довело до страшне казне у смртоносном затвору Карандиру.
Епизода 10Никарагва (Нисам терориста)
Дуан Волум је хтела да брзо дође до новца кријумчарењем кокаина — све док безбедносне службе на аеродромским проверама нису откриле да крије пакет.
Епизода 11Кина (Мој тата кријумчар / Очеви са грешком)
Скот Кембел не може чекати путовање у Кину са својим отуђеним оцем. Мали не зна да је његов отац планирао нешто друго.
Епизода 12Ирак (Садамов син)
Невероватна прича о томе како је ирачки војник Латиф Јахја био приморан да постане боди-дабл за Удаја Хусеина, веома нестабилног старијег сина Садама Хусеина.
Епизода 13Чиле (Бекство из затвора у Чилеу)
Емотивна прича о Тому Хенвеју који је побегао из чилеанског затвора са својим другом, одлучујући се на опасну и фаталну руту бекства преко пустиње.
Епизода 14Панама (Ловци на орхидеје / Преварени и ухваћени)
Потресна прича о Тому Харту Дајку и Полу Вајндеру, двојици бекпекера који су упали у заседу и које је герилска група потом држала као таоце за откуп при преласку злогласног и опасног Даријенског расцепа.
Епизода 15Венецуела (Превара у Венецуели)
Очајан да одржи своју породицу, Пол Кини пристаје на кријумчарење 6 килограма кокаина из Венецуеле за Даблин; међутим, испоставља се да ће ово бити најгора одлука коју је донео у животу.
Епизода 16Ирак (Аутопут до пакла)
Авантуриста Томас Хемил прихватио је посао возача камиона у Ираку, што га је довело до ужасавајуће казне у заробљеништву јер су га киднаповали побуњеници.
Епизода 17Египат (Никуда без моје бебе)
Када је Сузан Хаглоф лажирала родни лист након сумњивог усвајања у Египту, суочила се са могућношћу да буде затворена и да изгуби своју бебу.
Епизода 18Сомалија (Ноћна мора у Сомалији)
Ужасавајућа прича о фотожурналисти Најџелу Бренану и репортерки Аманди Линдхут, које је као таоце 15 месеци држала криминална банда у Сомалији.
Епизода 19Тајланд (Ухапшени у Бангкоку)
Бачена у озлоглашени бангкочки затвор због покушаја кријумчарења хероина, Анђела Карнеги доживи богојављење док се брине о затворенику који је зависник.
Епизода 20Русија (Бекство из гулага)
Ухваћен при покушају кријумчарења хероина, Џери Амстер се нашао очи-у-очи са дугом казном у једном од најтежих руских радних кампова.

### Сезона 9 (2014)
Епизода 1Вијетнам (Вијетнамски ратни заробљеници: Мекејн и Брејс / Hanoi Hilton)
Ерни Брејс је цивилни амерички пилот током Вијетнамског рата, и био је држан као заробљеник рата око осам година у овој земљи, укључујући злогласни „Ханој Хилтон”. Комуницирао је са другим заробљеником рата, Џоном Мекејном, којег је открио тапкајући о зид; њих двојица се нису срели лицем-у-лице све до краја рата. Епизода садржи интервјуе са Брејсом и Макејном (сенатор који представља Аризону). Ова епизода је била блокирана у Вијетнаму јер се Вијетнамска влада позивала на „нетачне информације” о Вијет Конгу.
Епизода 2Белизе (Змије у авиону)
Ова епизода прича причу Тома Крачфилда, који је кријумчар рептила и који је био под истрагом током Операције Камелеон. Умало је био ухваћен у САД, али је онда одлетео за Белизе — на крају је завршио у затвору у Белизеу, а онда је депортован назад у САД.
Епизода 3САД (Фантастична Аризона)
Шон Етвуд се сели из Енглеске у Аризону да би постао берзански брокер. Међутим, завршава ухваћен у замку дрога и на крају сам почне диловати екстази. Након интимидације од мафијашког боса, поново постаје стокброкер, све док га не посети полиција; одслужио је затворску казну од више од шест година.
Епизода 4Ирак (Жив закопан / Талачка ситуација)
Ова епизода је прича о америчком предузимачу Роју Халумсу, којег киднапују у Ираку (2004—2005).
Епизода 5Иран (Прави Арго / Истина о Аргоу)
Ова епизода прича истиниту верзију догађаја који су инспирисали филм Арго који за тему има Иранску талачку кризу. Ово је прича о томе како су америчке дипломате спасене у Ирану од стране канадске амбасаде и Ције а након Иранске револуције из 1979. године.
Епизода 6Мексико (Бег из мексичког затвора)
Ова епизода прича причу о пет тинејџера Американаца који су покушали да прокријумчаре више од 900 kg (2.000 lb) мархиуане у САД. Након што су ухапшени и одведени у мексички затвор, осмислили су одважно бекство — копањем 20 m дугог тунела испод затвора.
Епизода 7Перу (Хипи мафијаши)
Еди Падиља живи на Хавајима и издржава се кријумчарењем дроге. Међутим, током једног од ових путовања, бива ухваћен у Перуу и доспева у перуански затвор који називају Домом ђавола.
Епизода 8САД (Мафијаш из Лас Вегаса)
Френк Калота је мобстер у Лас Вегасу који постаје широко познат по пљачкама. ФБИ га хвата захваљујући обавештајцу. Он потом постаје сведок против моба и улази у програм заштите сведока.
Епизода 9(Брз, опасан и ухапшен)
Ова епизода се одвија у САД и прича причу Рика Седара из Спокана (Вашингтон). Околности су га довеле до тога да иде у потрагу за још новца. Отпочиње преварантску операцију, али она му се обија о главу. Тада се још више уплиће у криминал да дође до онога шта жели.
Епизода 10САД (Потрага за г. Љубазним)
Хауард Маркс је учитељ у школи. Улази у криминалне радње након што помогне пријатељу да заврши посао с дрогом. Лака лова га претвара у мултинационалног кријумчара дроге. Једна од његових испорука бива разоткривена, а он тражен и у бекству. Како год, закон га сустиже.

### Сезона 10 (2015)
Епизода 1Мексико (Марихуана у паду авиона)
Године 1972, 19-годишњег Американца Џима Папрокија, дипломца с колеџа, зет успе уверити да му се придружи на путу на којем ће дрогу прокријумчарити у јужни Мексико. Све иде по плану док се терет не запали, што дилере примора на грубо слетање. Џим се убрзо нађе у државном затвору Мазатлан, „једном од најстаријих, најгорих, најпрљавијих затвора у Мексику”.
Епизода 2Бангкок (Пакао у тајландском затвору)
Године 1993, 25-годишњи Аустралијанац Мартин Гарнет већ зарађује солидно радећи у трговини луксузним аутомобилима у Сиднеју, с тим да је незадовољан јер хоће још. Ухваћен је при кријумчарењу 4,7 килограма хероина у Бангкок и постао је аустралијски затвореник који је одслужио најдужу казну ван континента.
Епизода 3Колумбија (Богота бели баст)
Прича 28-годишње Канађанске Табите Ричи, чији је живот доживео ужасан преокрет када је ухваћена у кријумчарењу дроге ван Колумбије.
Епизода 4Сомалија (Пирати и герилци)
Шокантна прича јужноафричког пара Деби Калиц и Бруна Пелизарија, које су киднаповали сомалијски пирати и држали у заробљеништву застрашујућих 20 месеци.
Епизода 5Филипини (Терор у џунгли)
Трауматична прича о америчком школарцу и његовој мајци, које је на Филипинима киднаповала џихадистичка организација Абу Сајаф — и у џунгли држала тражећи откуп.
Епизода 6Либија (Гадафијев амерички заробљеник)
Ухваћен од Гадафијевих људи док се борио са побуњеницима у Либији, Метју Вандајк (који је рођен у Балтимору) провео је готово шест месеци у самици.

### Сезона 11 (2018)
Епизода 1Еквадор (Чиста хемија у Британији / Млади кријумчари)
Прича о осуђеном дилеру дроге Питеру Тритону, чија је организација користила шаторе за камповање да би кријумчарила кокаин из Еквадора у Европу.
Епизода 2Сирија (Бег од Ал Каиде)
Фотограф-почетник Мет Шријер путује у Сирију, где га хвата Фронт Ал Нусра — сиријска Ал Каида. Мета су држали као таоца седам месеци, заједно с новинаром Тиом Кертисом, пре него што су побегли.
Епизода 3Боливија (Нарко-бос са 19 година)
Сајмон Блигнот путује у Боливију, где је преварена и присиљена да кријумчари течни кокаин.
Епизода 4Судан (Преварен у пустињи)
Када се новинар Фил Кокс врати у Судан да би истражио наводе о илегално одложеном хемијском оружју, киднапује га милиција с подршком владе.
Епизода 5Мексико (Хапшење на мексичкој граници)
Становник Јужне Калифорније Стивен Питерсон ухапшен је и затворен у Тихуани након покушаја да прокријумчари 120 килограма марихуане из Мексика у САД.
Епизода 6Колумбија (Лоши пријатељи)
Морнарички официр САД Лемар Бертон ухваћен је у покушају да прокријумчари пет килограма кокаина из Колумбије у Италију.

### Сезона 12 (2019)
Епизода 1Тајланд (Хапшење због метамфетамина у Тајланду)
Прича о британском поштару који користи своју пензију да отвори бар на Тајланду, али ускоро почне да дила мет (метамфетамин). Полиција се опаметила и у драматичном нападу га хапси и шаље у затвор.
Епизода 2Грчка (Пали на грчкој граници)
Покушај кријумчарења хашиша из Авганистана у Немачку завршава се затвором у Грчкој и затварањем на острву.
Епизода 3Доминиканска Република (Журка је готова)
Прича о Мајклу Сингу који покушава да шверцује кокаин да би зарадио новац. Али након седам успешних ’операција’ је ухваћен и остављен да труне у доминиканском затвору.
Епизода 4Мексико (Пакао мексичког картела)
Карлос Кијас је лажно затворен и мучен због шверца дроге.
Епизода 5Аргентина (Ухапшен због алкохола)
Шампион у скијању Ник Бруер постане умешан у вишемилионско царство кокаина у Аргентини.
Епизода 6Тајланд (Издаја у Бангкоку)
Животна прилика плесачице Латаше Менсон претвара се у ноћну мору када се нађе затворена и трудна у тајландском затвору.
Епизода 7Колумбија (Пад у џунгли)
Прича о Киту Станселу у мисији да пронађе лабораторије за дрогу у колумбијској џунгли; срушио је свој авион и узет за таоца.
Епизода 8Панама (Лудило у Панами)
Кристина Џоко из Калгарија затворена је у затвор у Централној Америци након што су јој нашли 3,6 килограма кокаина у вредности од 400.000 долара у њеним коферима.
Епизода 9Индија (Хапшење због индијског хашиша / Пакао хашиша)
Аустралијски хипи Марк О’Брајен придружује се ашраму у Индији и почиње да шверца хашиш.
Епизода 10Перу (Замка Перуа)
Затвор, покушај убиства и страшна породична издаја чекају два амбициозна рођака из Тексаса након што се договоре да воде аутопраоницу у Лими.

### Сезона 13 (2020)
Епизода 1Калифорнија (Тајни бајкер)
Након хапшења, дилер дроге Чарлс Фалко склапа договор и постаје тајни поверљиви доушник. По први пут, Чарлс прича своју причу о томе како се инфилтрирао у Вагос, једну од најнасилнијих бајкерских банди у САД.
Епизода 2Јужна Кореја / Тајланд (Корејски краљ екстазија)
У Јужној Кореји, учитељ енглеског језика Џеси Москел постаје бос у великој операцији шверца МДМА — и један од најтраженијих у југоисточној Азији.
Епизода 3Доминиканска Република (Ко високо лети)
Џими Бауер је на прагу пробоја у музичку индустрију и само једна ствар му стоји на путу. Новац. Суочава се са моралним искушењима и одлукама које мењају живот, а све док решава оно што му је важније. Слава? Или музика?
Епизода 4Индија (Оружје, змије и авиони)
Када је легитимни трговац оружјем Питер Блич упитан да испоручи оружје за осумњичену индијску терористичку ћелију, он пристаје да иде на тајни задатак како би британска обавештајна служба ухватила коловођу.
Епизода 5Француска (Манекен кријумчар дроге)
Герејн Џоунс се сели у ЛА и започиње каријеру модела. Ускоро има све — новац, стил живота, статус, али губи све када је увучен у мрачну операцију шверца дроге из које не може да побегне.
Епизода 6Еквадор (Мама шверцерка дроге / Трудна у затвору)
Самохрану мајку Мелани ди Егидио је наместио њен колумбијски контакт током шверца дроге у Еквадор. Ухваћена од стране полиције, постаје доушник, али је ипак затворена. У затвору се заљубљује, удаје за затвореника и затрудни.
Епизода 7Британска Колумбија / Вашингтон (Краљ траве)
Канадски хокејашки професионалац Рајан Филипс је предодређен да постане звезда, али како се пење у рангу, упоредо са својом хокејашком каријером почиње да води профитабилнији посао — кријумчари стотине фунти марихуане из Британске Колумбије у САД.
Епизода 8Колумбија (Колумбијска превара / На превару увучен у кријумчарење)
Одмор из снова самохране мајке Хедер Еблинг у Колумбији не испуњава очекивања. Онда се разочарење претвара у терор када је на путу кући ухапсе због шверц-трговине дрогом.
Епизода 9Перу (Перуанско бекство из затвора)
Тина Мајерс је егзотична плесачица и дилерка дроге на одређено време. Након што одлучи да заради новац шверцом дроге у Перуу, креће на опасан пут до мрачне стране перуанског подземља, што кулминира махнитим бекством из затвора.
Епизода 10Панама (Паметњаковићи)
Када мафијаш из Мајамија Тони Галеота отвори клуб у Панама Ситију, конкуренција му смести диловање дроге и трговину људима. Затворен у једном од најгорих затвора на свету, Тони мора да докаже своју невиност и покуша одважно бекство.

### Сезона 14 (2021)
Епизода 1Мексико (Декласификовано: Уклањање мексичког картела)
Амбициозни агент ДЕА креће на озлоглашеног вођу мексичког картела, али бива увучен у мрачни и подмукли свет где су границе између добра и зла замагљене. Неће се зауставити ни пред чим да би добио свог човека, али када се догоди трагедија, освета завлада и он прави фаталну грешку која раздире његов свет.
Епизода 2Аустралија (Топ модел за мет)
Када манекенка за купаће костиме Сајмон Стар доживи велики успех, сели се у Холивуд да би зарадила. Али живот у брзој траци убрзо узима данак на њене финансије и она одлучује да је једини начин да одржи сан живим да користи свој бренд лепоте као лукавство да испоручи дрогу. Дању позира на плажи, а ноћу пакује мет (метамфетамин) у поклон сетове, све док једно путовање не сруши цео њен свет.
Епизода 3Њујорк / Бразил (Мафијин терминатор)
У овој стварној причи о „добрим момцима”, њујоршки тинејџер Џон Алит (ког глуми Дин Голдблум) добија посао у својој локалној радњи, окупљалишту за ’мудре момке’. Убрзо открива да жели да буде мафијаш и почиње да обавља послове за њих. Брзо напредујући кроз редове, Џон закопава своју савест да би постао озлоглашени мафијашки убица за Џона Готија. Али, када се кућа од карата сруши, Џон мора да бира између своје породице и заклетве мафији.
Епизода 4Мериленд (Разоткривено: Дилер крека на тајном задатку)
У овој стварној верзији балтиморске драме The Wire (Жица), локални дилер дроге Дејвон Мејер има шлиф да заради новац. Али када га ухапсе два полицајца, на његово изненађење, они га не желе у затвору, желе да продаје дрогу за њихов профит. Дејвон се убрзо нађе у ропству похлепе корумпираних полицајаца. Једини излаз је да ризикује свој живот и отиђе на тајни задатак како би ФБИ решио случај.
Епизода 5Тајланд (Тајландска ледена олуја)
Млади шворц из Лондона добија узбудљиву понуду да ради у татином бару на Тајланду. Али када стигне, убрзо открива свет искушења којем не може да одоли, кршећи златно правило свог оца и одвајајући се. Али, када младићу живот крене из лошег у још горе и он се нађе у најозлоглашенијем затвору на свету, њихов однос се тестира до крајњих граница.
Епизода 6Нова Шкотска (Разоткривено: Доушникова прича)
Када се доживотни шверцер оружјем и дилер дроге инфилтрира у бајкерску банду Хелс ејнџелс за исплату од милион долара, он бива затечен ужасним убиством. Суочен са доживотном казном иза решетака због своје умешаности, он нема другог избора него да оде на тајни задатак за РЦМП, носећи жицу да прикупи признања од својих колега-завереника. После 19 година у програму заштите сведока, при чему му је живот и даље вредан награде за онога ко га открије, вишегодишњи криминалац Пол Дери први пут прича своју причу пред камером.
Епизода 7Венецуела (Мајчин терет)
Млада мама зависна од крека води своје дете на ризичан пут за шверц.
Епизода 8САД (Разоткривено: Кртица у мафији)
Клинац из округа Оринџ јапанско-америчког порекла остварује свој сан да постане гангстер пре него што мафијашки напад у Лас Вегасу све промени и он пристане да ради за ФБИ. Сада као гангстер који је постао доушник, пробија се у свет организованог криминала инфилтрирајући се у врх мафијашке краљевске породице у Њујорку, пре него што дође до претње — планирани напад да му униште цео његов свет.
Епизода 9Боливија (50 тона канабиса)
Хипи из ’70-их и његов наивни друг су мали повремени шверцери који продају хашиш бостонским ученицима на колеџу, све док им се не обрати колумбијски картел који жели да искористи њихове вештине. Заведени опасношћу и доларима, убрзо постају мултимилионерски увозници, испоручујући десетине тона марихуане на теретним бродовима дуж Западне обале, све док их једно од највећих раскринкавања у историји САД не примора да побегну у Боливију.
Епизода 10Перу (Стомак пун кокаина)
Проблематичан млади отац одлази у бекство у Шпанију да би избегао малу затворску казну. Почиње да ради за криминалну банду у Коста дел Солу и одушевљен је гангстерским начином живота. Осећа се недодирљивим и пристаје да прокријумчари и прогута килограм кокаина назад из Перуа, само да би се суочио са највећим адреналинским ударцем у свом животу и заувек запечатио своју судбину.

### Сезона 15 (2022)
Епизода 1Бразил (Љубав иза решетака)
Након што је 18 месеци шверцовала дрогу, Анелда Мер одлучује да одустане, али јој кажу да ће њени родитељи бити убијени ако не побегне још један последњи пут.
Епизода 2САД (Отворен досије: Превара у трговини дрогом)
Намамљен у бављење дрогом од стране свог најбољег пријатеља, Криса издаје једна особа за коју је мислио да може да јој верује.
Епизода 3Мексико (Нарко-недођија)
Млади гангстер из Чикага бежи из сиромаштва када почне да шверцује дрогу за мексички картел, али онда све крене наопако.
Епизода 4Перу (Траума експрес)
Бронвин Атертон која воли путовања налази се на путу уништења када је намамљена у мрачни свет међународног кријумчарења дроге.
Епизода 5САД (Отворање досијеа: Краљевски откуп)
Рафаел Аргвељес је био гангстер са 17 година, али се суочио са последицама након што је био на тајном задатку за ФБИ против својих бивших пријатеља.
Епизода 6Јапан (Велика невоља у Токију)
Тајландски забаван стил живота Стивена Битија није јефтин, па он шверцује хашиш да би исти финансирао, за што плаћа највећу цену када је затворен у Јапану.
Епизода 7Источна Африка (Кријумчар)
Дејвид Харт је био у четрдесетима када му се живот нагло негативно променио. Био је у искушењу да уђе у мрачни свет шверца дроге, а затим је ухваћен на Маурицијусу.
Епизода 8Тајланд (Борба с Јабом)
Били Мур из Ливерпула се сели на Тајланд да започне нови, срећнији живот, али уместо тога постаје зависник од дроге јаба и губи контролу.
Епизода 9Индија (Жртва рата)
Војник ветеран Брет одлази у Индију да превазиђе ПТСП, али је уместо тога у искушењу да прокријумчари траву са Хималаја у Европу.
Епизода 10Аустралија (Кокаинска дама)
Зависница која се бори с болешћу, Андреа, почиње да увози кокаин у Аустралију. Након што је ухваћена, присиљена је да савлада своје демоне у строгом тешком затвору.

## Међународно емитовање
| Земља                  | Страни наслов | Мреже                                                                          | Напомене |
| ---------------------- | --- | ------------------------------------------------------------------------------ | --- |
| УК                     | Banged up Abroad | Канал 5 и Канал Национална географија                                          | Земља порекла, изворно |
| Северна Македонија     | (срп. Затворени у иностранству)                                                                                       | Канал Национална географија                                                    | |
| Албанија               | Të arrestuar jashtë shtetit (срп. Ћоркирани у иностранству)                                                           | Канал Национална географија                                                    | |
| Хрватска               | Zatočeni u inozemstvu (срп. Ћоркирани у иностранству)                                                                 | Канал Национална географија, HRT2                                              | |
| Француска              | Voyage au bout de l'enfer (срп. Пут до дубина пакла)                                                                  | Канал Национална географија, Voyage                                            | |
| Норвешка               | Fengslet i Utlandet (срп. Затворени у иностранству)                                                                   | Канал Национална географија                                                    | |
| Шведска                | Farlig Resa (срп. Опасно путовање)                                                                                    | Шведска телевизија и Канал Национална географија                               | |
| Данска                 | Fra Paradis til Helvede (срп. Из раја до пакла) Fanget i Udlandet (срп. Ћоркирани у иностранству)                     | TV2 Канал Национална географија                                                | |
| Финска                 | Vankilassa ulkomailla (срп. У затвору преко баре)                                                                     | Фокс (Финска) и Канал Национална географија                                    | |
| Чешка                  | Vězněm v cizině (срп. Затвореник у иностранству)                                                                      | Чешка телевизија и ТВ Фанда и Канал Национална географија                      | |
| САД                    | Locked up Abroad (срп. Затворени у иностранству)                                                                      | Канал Национална географија                                                    | |
| Индија                 | Banged up Abroad | Канал Национална географија                                                    | Емитовано као Jailed Abroad (срп. Затворени у иностранству) на каналу Национална географија Авантура.                                                    |
| Нови Зеланд            | Banged up Abroad (срп. Ћоркирани у иностранству)                                                                      | TV1                                                                            | |
| Република Ирска        | Banged up Abroad (срп. Ћоркирани у иностранству)                                                                      | TV3 и Канал Национална географија                                              | |
| Аустралија             | Banged up Abroad, Trouble in Paradise (7mate)                                                                         | Канал Национална географија и 7mate                                            | |
| Колумбија              | Banged up Abroad, Preso en el Extranjero                                                                              | Канал Национална географија                                                    | |
| Канада                 | Banged up Abroad и Locked up Abroad; француска верзија: Voyage d'enfer (срп. Пут пакла)                               | Канал Национална географија (енглески) и Канал Д (француски)                   | Оригинално емитовано као Banged up Abroad (срп. Ћоркирани у иностранству) и као Locked up Abroad (срп. Затворени у иностранству) почев од децембра 2011. |
| Пољска                 | Podróż do piekła (срп. Пут до пакла) Koszmarna wyprawa (срп. Кошмарно путовање)                                       | Канал Дискавери Канал Национална географија                                    | |
| Холандија              | Gevangen in het Buitenland и Locked up Abroad                                                                         | SBS6 и Канал Национална географија                                             | |
| Италија                | Prigionieri di viaggio и Prigionieri di viaggio: ostaggi                                                              | Канал Национална географија                                                    | |
| Белгија                | Locked up Abroad и Banged up Abroad                                                                                   | Канал Национална географија                                                    | Емитовано као Locked up Abroad до 2009. и као Banged up Abroad до 2010.                                                                                  |
| Румунија               | Pierdut printre străini (срп. Изгубљени међу странцима)                                                               | Канал Национална географија                                                    | |
| Естонија               | Vangistatud Välismaal (срп. Затворени у иностранству)                                                                 | Канал Национална географија                                                    | |
| Сингапур               | Locked up Abroad и Banged up Abroad                                                                                   | Канал Национална географија и Национална географија Авантура и Медијакорп Окто | Емитовано као Locked up Abroad на Каналу Национална географија и као Banged up Abroad на каналу Национална географија Авантура и каналу Медијакорп Окто. |
| Шпанија                | Encarcelados en el extranjero (срп. Затворени у иностранству)                                                         | Канал Национална географија                                                    | |
| ЈАР                    | Banged up Abroad | Канал Национална географија                                                    | |
| Панама                 | Preso en el Extranjero (срп. Затворени у иностранству)                                                                | Канал Национална географија                                                    | |
| Мексико                | Preso en el Extranjero (срп. Затворени у иностранству)                                                                | Канал Национална географија                                                    | |
| Венецуела              | Preso en el Extranjero (срп. Затворени у иностранству)                                                                | Канал Национална географија                                                    | |
| Аргентина              | Preso en el extranjero (срп. Затворени у иностранству)                                                                | Канал Национална географија                                                    | |
| Доминиканска Република | Preso en el extranjero (срп. Затворени у иностранству)                                                                | Канал Национална географија                                                    | |
| Тајланд                | Locked up Abroad | Канал Национална географија (TrueVisions 49)                                   | |
| Њемачка                | Horror Trips – Wenn Reisen zum Albtraum werden (срп. Хорор путовања — када пут постане кошмар)                        | Канал Национална географија                                                    | |
| Бразил                 | Férias na Prisão (Vacation in Prison) (срп. Одмор у затвору)                                                          | Канал Национална географија                                                    | |
| Мађарска               | Bekasztlizva Külföldön (срп. Заточени у иностранству)                                                                 | Канал Национална географија                                                    | |
| Филипини               | Locked Up Abroad | Канал Национална географија                                                    | |
| Малезија               | Locked Up Abroad | Канал Национална географија                                                    | |
| Индонезија             | Locked Up Abroad" | Канал Национална географија                                                    | |
| Израел                 | כלואים בארץ זרה (срп. Закључани у страној земљи)                                                                      | Канал Национална географија                                                    | Емитовано као Banged up abroad на Каналу Национална географија                                                                                           |
| Бугарска               | (срп. Ухапшени иза граница)                                                                                           | Канал Национална географија                                                    | |
| Република Кина         | 異鄉歷劫 (срп. Сага из стране земље)                                                                                  | Канал Национална географија                                                    | |
| Турска                 | Kabusa Dönen Yolculuklar (срп. Путовања која су се претворила у ноћну мору)                                           | Национална географија Авантура                                                 | |
| Србија                 | Ћоркирани у иностранству                                                                                              | Канал Национална географија                                                    | |
| Португалија            | Presos no Estrangeiro (срп. Ухапшени у иностранству)                                                                  | Канал Национална географија                                                    | |
| УАЕ                    | مسجون في الغربة (срп. Затворени у иностранству)                                                                       | Национална географија Абу Даби                                                 | |
| Грчка                  | Εφιάλτης πέρα από τα σύνορα (срп. Ноћна мора иза граница), Φυλακισμένοι στο Εξωτερικό (срп. Затворени у иностранству) | Скај ТВ, Канал Национална географија, Дискавери                                | |
| Русија                 | Злоключения за границей (срп. Закључани иза границе)                                                                  | Канал Национална географија                                                    | |
| Вијетнам               | Bị Quản Thúc Ở Nước Ngoài (срп. Закључани у иностранству)                                                             | Канал Национална географија                                                    | |
| Литванија              | Locked Up Abroad (срп. Закључани у иностранству)                                                                      | Канал Национална географија                                                    | |
| Монголија              | (срп. Закључани у иностранству)                                                                                       | Канал Национална географија                                                    | |
| Литванија              | Locked Up Abroad | Канал Национална географија                                                    | |